# Consors Finanz
Consors Finanz ist eine eingetragene Marke der BNP Paribas S.A. Niederlassung Deutschland (Aktiengesellschaft nach französischem Recht). Im Unternehmensfokus steht die Vergabe von Konsumentenkrediten, insbesondere die Absatzfinanzierung im Einzel- und Onlinehandel sowie in Auto-, Caravan- und Motorradhäusern.

## Geschäftstätigkeit
Das Produktportfolio umfasst Ratenkredite, Kreditkarten und endfällige Kredite sowie in Zusammenarbeit mit Kooperationspartnern ergänzende Versicherungen, wie beispielsweise Restschuldversicherungen. Vertriebspartner sind Handelsunternehmen und Versicherungen. Der Absatz der Konsumentenkredite erfolgt über Kooperationen mit Handelspartnern, die die Finanzierungsprodukte als Instrument zur Absatzförderung nutzen.
Die Bank ist Herausgeberin des „Automobilbarometer – International“. Dieses behandelt Trends im Konsumentenverhalten in der Automobilbranche. 
Das Unternehmen ist Mitglied im Bundesverband deutscher Banken. Es ist zudem Mitglied im Bankenfachverband und hat sich den dort definierten Standards bei der Kreditvergabe verpflichtet.

## Geschichte

Historisches Dresdner-Cetelem Kreditbank-Logo

Im Jahr 2001 akquirierte Cetelem S.A. 70 % der damaligen WKV Bank in München und gründete die Cetelem Bank GmbH. Die Bank war ein Joint Venture von BNP Paribas Personal Finance S.A. (ehemals Cetelem S.A.) und der Dresdner Bank AG. 2005 wurde ein Beteiligungsverhältnis von 50,1 % der BNP Paribas Personal Finance S.A. und 49,9 % der Dresdner Bank vereinbart und die Cetelem Bank firmierte in Dresdner-Cetelem Kreditbank GmbH um.
Durch die Verschmelzung der Dresdner Bank mit der Commerzbank wurden die Gesellschafteranteile im Mai 2009 an die Commerzbank AG übertragen. Anfang Juni 2010 firmierte die Dresdner-Cetelem Kreditbank in Commerz Finanz um. Im August 2017 trennten sich BNP Paribas Personal Finance und Commerzbank. BNP Paribas führte als neuer 100%iger Gesellschafter die Geschäftsaktivitäten der Commerz Finanz fort. Mit der Einführung der Marke Consors Finanz bündelte sie Absatzfinanzierungslösungen für den Einzel- und Onlinehandel sowie für Auto-, Caravan- und Motorradhäuser in Deutschland.
Im April 2019 wurde die Von Essen Bank in die Consors Finanz integriert. Hierdurch wurde neben der Absatzfinanzierung auch das Hypotheken-Geschäft der Von Essen Bank als Erweiterung des Geschäftsmodells übernommen. Mit der Übernahme wurden in der Zwischenzeit auch die beiden Standorte in Duisburg und Essen aufgegeben und neue Räumlichkeiten in Duisburg bezogen. Weitere verbliebene Standorte bestehen noch in Berlin, Braunschweig und München.